# 嗣统
嗣统（1864年春季—1868年三月）為中国清朝时期反清领袖朱明月的年号，前后共5年，朱明月在1859年起事，1864年之前用杨龙喜的江汉年号。
光緒《湖南通志》、李崇智及黃萬機均以朱明月建元嗣統在同治三年（1864年），《平黔紀略》記載朱明月在同治五年（1866年）建元，稱「嗣統三年」。
楊宗瀛《都濡備乘》另载朱明月有年号「华汉」，於1862年建元。

## 大哥記
- 江漢十一年（1864年）——春季，朱明月自稱皇帝，改元嗣統。[3][1]
- 嗣統五年（1868年）——三月一日，朱明月被䞿誾殺害[3][4]

## 纪年對照表
| 嗣统 | 元年   | 二年   | 三年   | 四年   | 五年   |
| ---- | ------ | ------ | ------ | ------ | ------ |
| 公元 | 1864年 | 1865年 | 1866年 | 1867年 | 1868年 |
| 干支 | 甲子   | 乙丑   | 丙寅   | 丁卯   | 戊辰   |

## 同期存在的其他政权年号
- 中國
  - 同治（1862年－1874年）：清朝—同治帝载淳之年号
  - 太平天国（1851年－1864年）：太平天国—洪秀全、洪天贵福之年号
  - 洪德（1855年－1864年）：大成国—陳開、黄鼎凤之年号
- 日本
  - 文久（1861年－1864年）：孝明天皇之年號
  - 元治（1864年－1865年）：孝明天皇之年號
  - 慶應（1865年－1868年）：孝明天皇、明治天皇之年號
- 越南
  - 嗣德（1848年－1883年）：阮朝—阮翼宗阮福时之年号

## 參看
- 中國年號索引

## 深入閱讀
- 李崇智. . 北京: 中華書局. 2004年12月. ISBN 7101025129.
- 鄧洪波. . 臺北: 國立臺灣大學東亞經典與文化研究計劃. 2005年3月  [2021-11-29]. ISBN 9789860005189. （原始内容 (pdf)存档于2007-08-25）.

| 前一年號： 江汉 | 清末贵州起义年号 嗣統 | 下一年號： -- |